# Udea indistincta
Udea indistincta is een vlinder uit de familie van de grasmotten (Crambidae), uit de onderfamilie van de Spilomelinae. De wetenschappelijke naam van deze soort is voor het eerst voorgesteld als Scopula indistincta door Arthur Gardiner Butler in een publicatie uit 1883.
De soort komt voor in Chili.